# العربي (جريدة)
جريدة العربي صحيفة أسبوعية مصرية ناطقة بلسان الحزب العربي الديمقراطي الناصري. يرأس تحريرها عبد الله السناوي بينما يرأس مجلس الإدارة عبد الرحمن داوود. كان يدير الصفحة الثقافية بها الشاعر محمود قرني من العام 1997. عرفت الصحيفة بانتقادها الشديد لنظام الرئيس المخلوع حسني مبارك.

## وصلات خارجية
- الموقع الرسمي